# Penisola Péron

La Baia degli Squali con la penisola Peron al centro

La Penisola Peron (Peron Peninsula in inglese) è una lunga e stretta penisola protesa nella Baia degli Squali nell'Australia Occidentale. Lunga circa 130 chilometri ed estesa in direzione nord-nordest è situata ad est del Henri Freycinet Harbour e a ovest del Havre Hamelin e dell'Isola Faure. Si tratta della maggiore per grandezza delle penisole della Baia degli Squali. 
La sua punta settentrionale è nota come Capo Peron, nome tra l'altro assegnato anche ad un'altra punta nell'area metropolitana di Perth, capitale dello Stato.

## Storia
La penisola prende il nome del naturalista francese François Péron, il quale visitò l'area durante le spedizioni del Geographe del 1801 e del 1803. Venne quindi destinata all'allevamento ovino dagli ultimi anni Ottanta dell'Ottocento fino a quando venne comprata dal governo nel 1990. Nel 1909 l'allevamento era vasto 106 000 ettari e contava 12 000 capi.